# Merkava Mark 3
Le Merkava Mark 3 est un char de combat israélien et le troisième de la série des chars Merkava. Bien que conservant l'architecture de ses prédécesseurs (moteur à l'avant), le Mk. 3 est considéré comme un char de nouvelle génération, n'ayant aucun composant en commun avec les versions précédentes, mis à part la boîte de vitesses du Mk. 2.

## Historique
Le Merkava Mk. 3 est entré en service dans la 188e brigade blindée "Barak" en 1990 où il remplaça les derniers Sho't encore en service ainsi que dans la 7e brigade blindée, possédant déjà des Merkava Mk. 2. 
À la fin du mois de juillet 2020, les derniers Merkava Mk. 3 encore en service dans la 188e brigade blindée furent remplacés par des Merkava Mk. 4.
Début 2023, l'Institut International des Études Stratégiques estime que 700 chars sont en stock. Durant l'été 2023, le Maroc annonce vouloir acquérir 200 Merkava Mk. 3 ainsi que Chypre qui veut remplacer 83 chars T-80 dans ce qui aurait été les premières exportations d'un char de cette série, mais le contrat a été suspendu en octobre 2023 à la suite de la guerre à Gaza. Le gouvernement israélien aurait décider d'en équiper des unités de réservistes.
Fin décembre 2023, le gouvernement chypriote relance la procédure pour en acquérir en 2024.

## Caractéristiques techniques

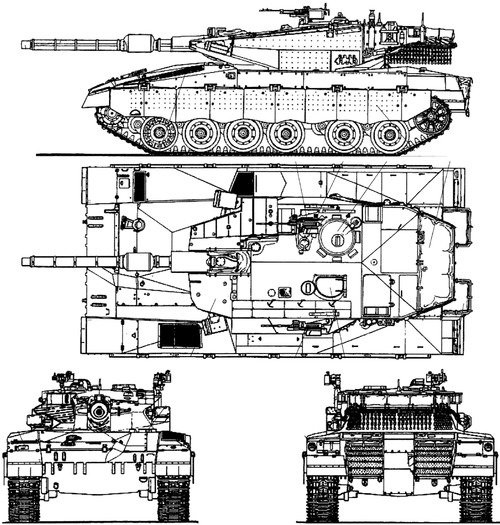
Plans trois vues.

Le Merkava Mk. 3 a été construit en trois lots (blocks) de production. Les lots 1 et 2 (Merkava Mk. 3A) ne comportent que des modifications mineures au niveau interne. Alors que le lot 3 (Merkava Mk. 3B) possède un surblindage composite sur le toit de sa tourelle, le module de blindage composite protégeant le flanc de la tourelle à la hauteur du chargeur épaissi de 127 mm, l'embase circulaire en acier moulé de la tourelle laissant place à une embase mécanosoudée, moins volumineuse. La trappe du chargeur comporte également un nouveau volet de forme circulaire et un affût modifié pour le mortier de 60 mm. Certains Mk. 3 possèdent un système de filtration NRBC amélioré qui intègre une climatisation appelée "Yoni" comprenant un aérateur par poste. Ces Mk. 3 sont reconnaissables à leurs plus grandes grilles d'admission d'air montées sur le châssis.
Le châssis du Merkava Mk. 3 est rallongé de 15 cm par rapport à celui de son prédécesseur afin d'accueillir deux réservoirs de carburant situés de part et d'autre de la porte arrière, qui a été redessinée. Ces réservoirs sont dotés d'une soupape de plancher qui s'ouvre vers l'extérieur en cas de surpression provoquée par la pénétration d'un projectile. Le carburant s'évacue donc sous le char, évitant de se répandre à l'intérieur du compartiment équipage. 
Le système de filtration NRBC qui se trouvait à droite de la porte arrière sur le Mk. 2 a été relocalisé dans la nuque de la tourelle du Mk. 3. 

### Protection

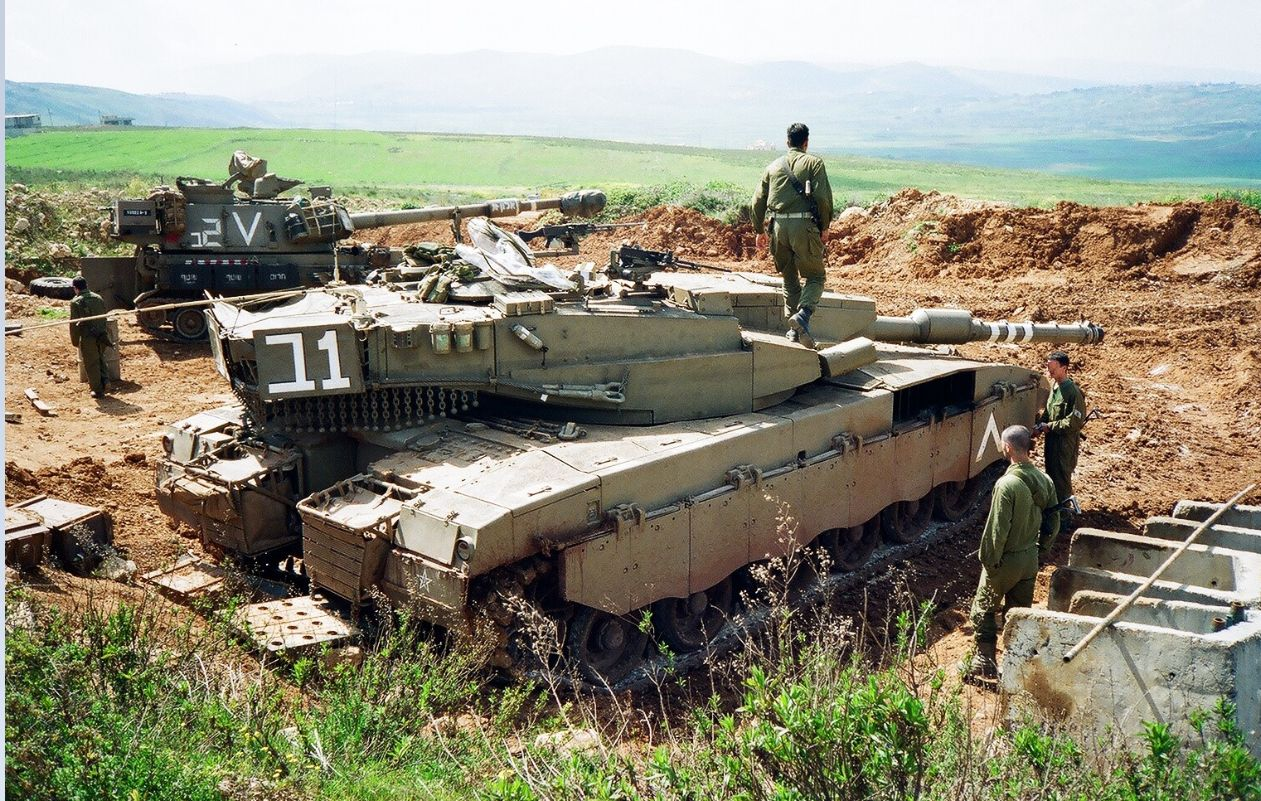
Les premières variantes du Mk. 3 étaient reconnaissables par leur tourelle à bords verticaux, propre au blindage composite modulaire de troisième génération.

Le Merkava Mk. 3 est le premier char au monde a posséder un blindage composite modulaire. Ce blindage rapporté amovible recouvre l'avant et les côtés de la tourelle, le glacis ainsi que les déports de caisse, au-dessus des chenilles.
Les réservoirs de carburant situés dans le double fond des châssis des Mk. 1 et Mk. 2 ont été supprimés sur le Mk. 3. En effet, les ondes de choc générées par l'explosion d'engins explosif improvisés se transmettent plus facilement dans un liquide que dans un gaz comme l'air.
Trois détecteurs d'alerte laser Amorcam LIW-2 situés à l'avant et de chaque côté de la tourelle permettent d'informer l'équipage à l'aide d'une alarme visuelle ou sonore que le char est visé par un laser de télémétrie ou de guidage.
Il dispose également de deux batteries de lance-grenades IS-6 contenant chacune six grenades fumigènes de 78,5 mm. Les lanceurs IS-6 font partie du système de défense rapprochée IMI CL-3030. 

### Armement

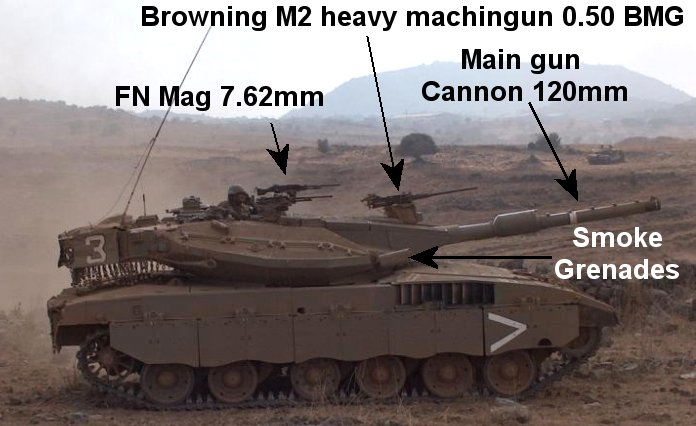
Armement du Merkava Mk. 3, le mortier de 60 mm n'est pas indiqué.

#### Armement principal

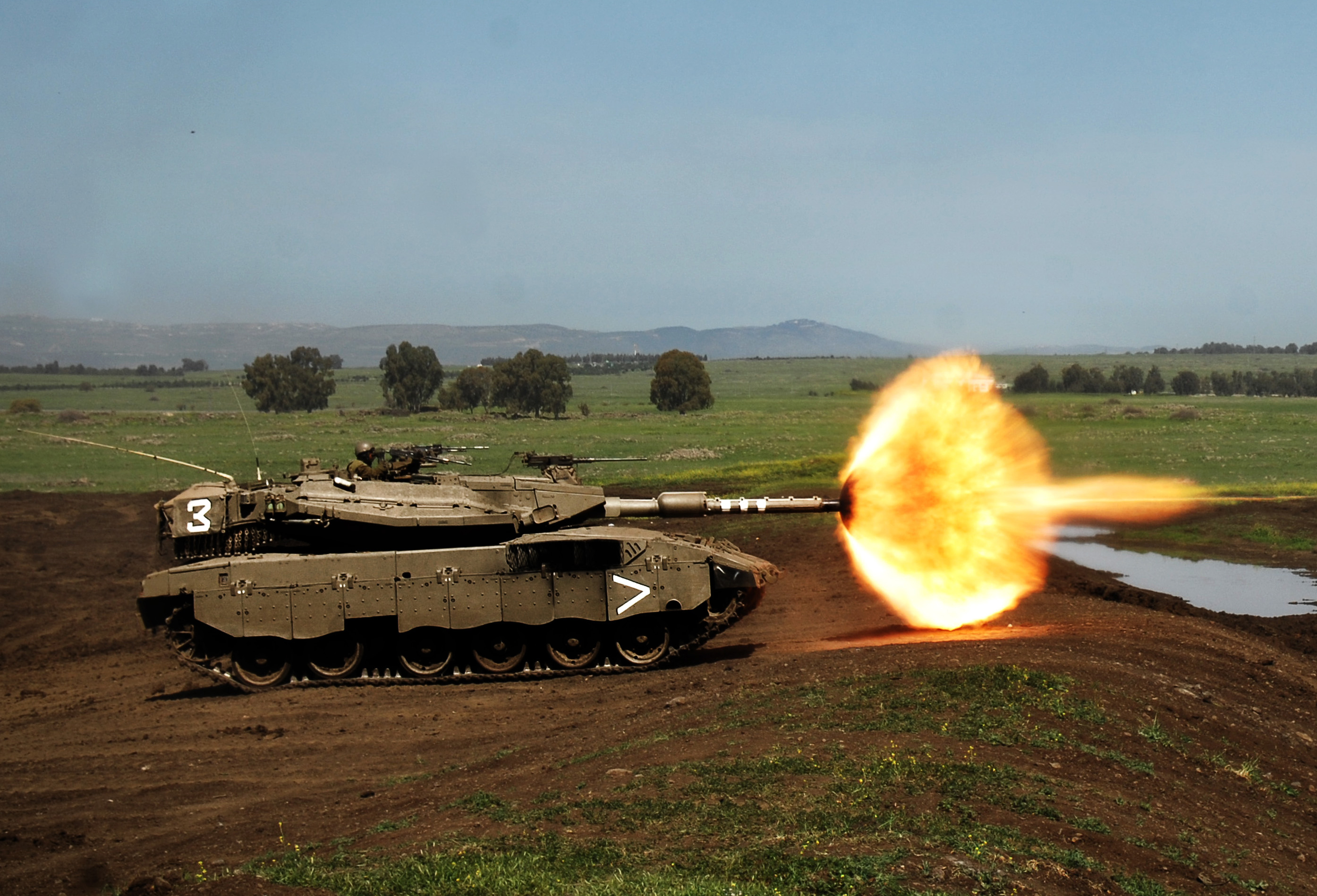
Exercice de tir en 2008.

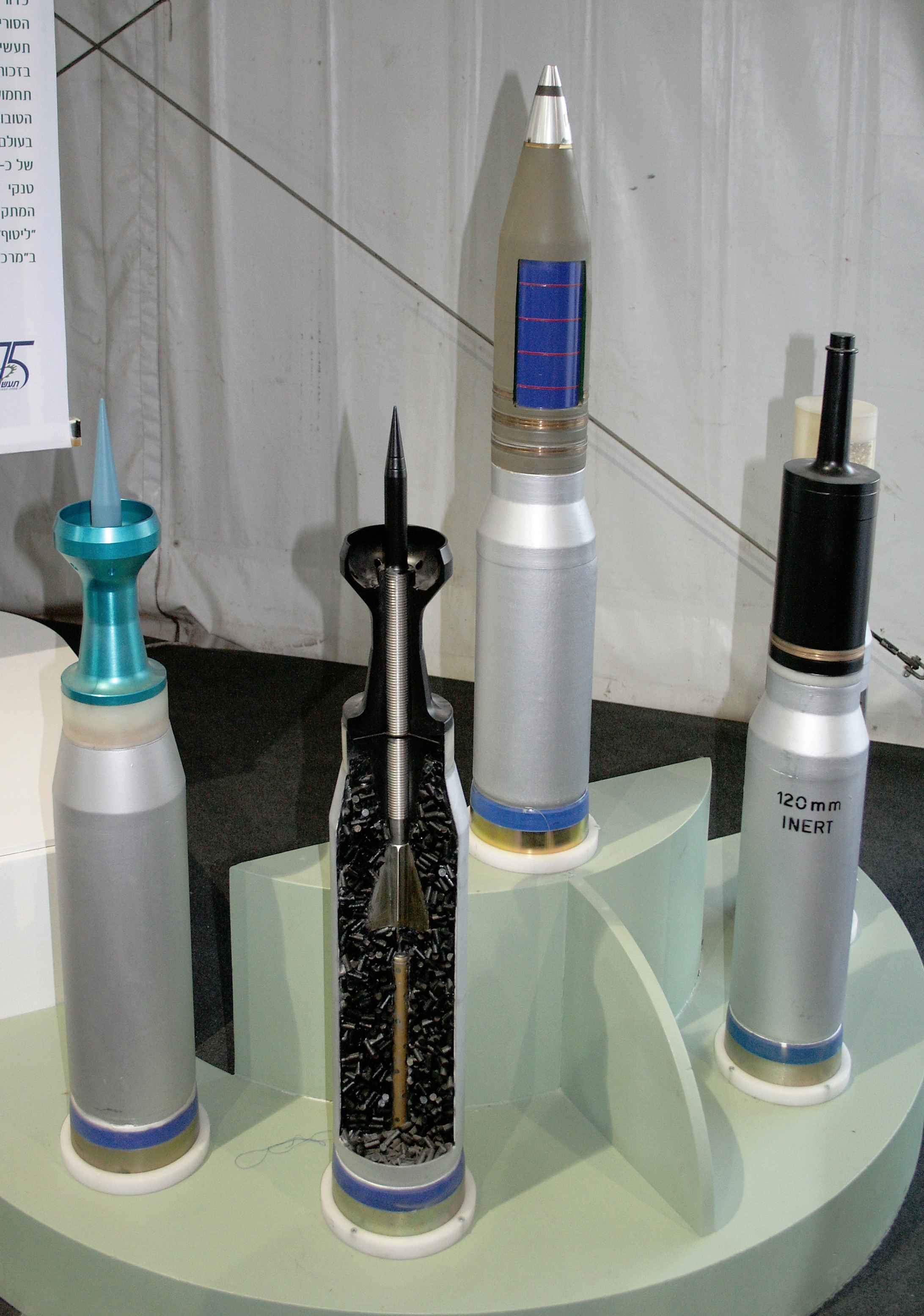
Munitions israéliennes de 120 mm (de gauche à droite) : l'obus flèche d'exercice M324, l'obus flèche M322 à barreau en tungstène, l'obus à sous-munitions M329 APAM et l'obus explosif à charge creuse M325.

Le Merkava Mk. 3 est le premier char de la série Merkava à être armé d'un canon de 120 mm à âme lisse. Le tube du canon du MG251 a une longueur de 44 calibres (5 280 mm), il comporte un extracteur de fumée et est recouvert d'un manchon anti-arcure.
Le chargeur a cinq munitions prêtes au tir situées dans un barillet blindé et étanche disposé sur le plancher. Ce barillet rotatif est actionné au moyen d'une pédale par le chargeur, afin de présenter la munition à charger dans la culasse. Ce système garantit que jamais une munition soit à l'air libre dans le char.
Le reste des munitions de 120 mm est stocké dans des conteneurs individuels à l'épreuve du feu dont quatre sont placées verticalement contre la cloison pare-feu du compartiment moteur, les trente-six autres se trouvant dans le compartiment arrière, de chaque côté de la porte papillon.

### Conduite de tir et moyens d'observation
Le viseur du tireur est stabilisé sur les deux plans. La voie jour possède un grossissement ×12 et la voie thermique ×5.  Il intègre également un système de poursuite automatique des cibles. La conduite de tir automatisée porte l'appellation Knight Mk. 3.
Le Merkava Mk. 3 Baz est en outre doté d'un vrai viseur panoramique chef doté d'une caméra thermique.

### Mobilité

#### Motorisation
La  motorisation du Mk. 3 est assurée par un moteur Diesel AVDS-1790-9AR suralimenté à refroidissement par air Teledyne Continental comportant 12 cylindres disposés en V pour une cylindrée de 29,3 l. Il développe une puissance nominale de 1 200 chevaux à un régime de 2 400 tr/min pour un couple de 3 820 N m atteint à 1 900 tr/min. 
Spécialement conçu pour le Merkava Mk. 3, l'AVDS-1790-9AR est une version modifiée du AVDS-1790-9A, comparé à ce dernier, il possède un système de refroidissement et des filtres à huile différents.

#### Transmission
Le Merkava Mk. 3 reprend la boîte de vitesses Renk (de) RK-304 également utilisée par le Merkava Mk. 2.

#### Suspension

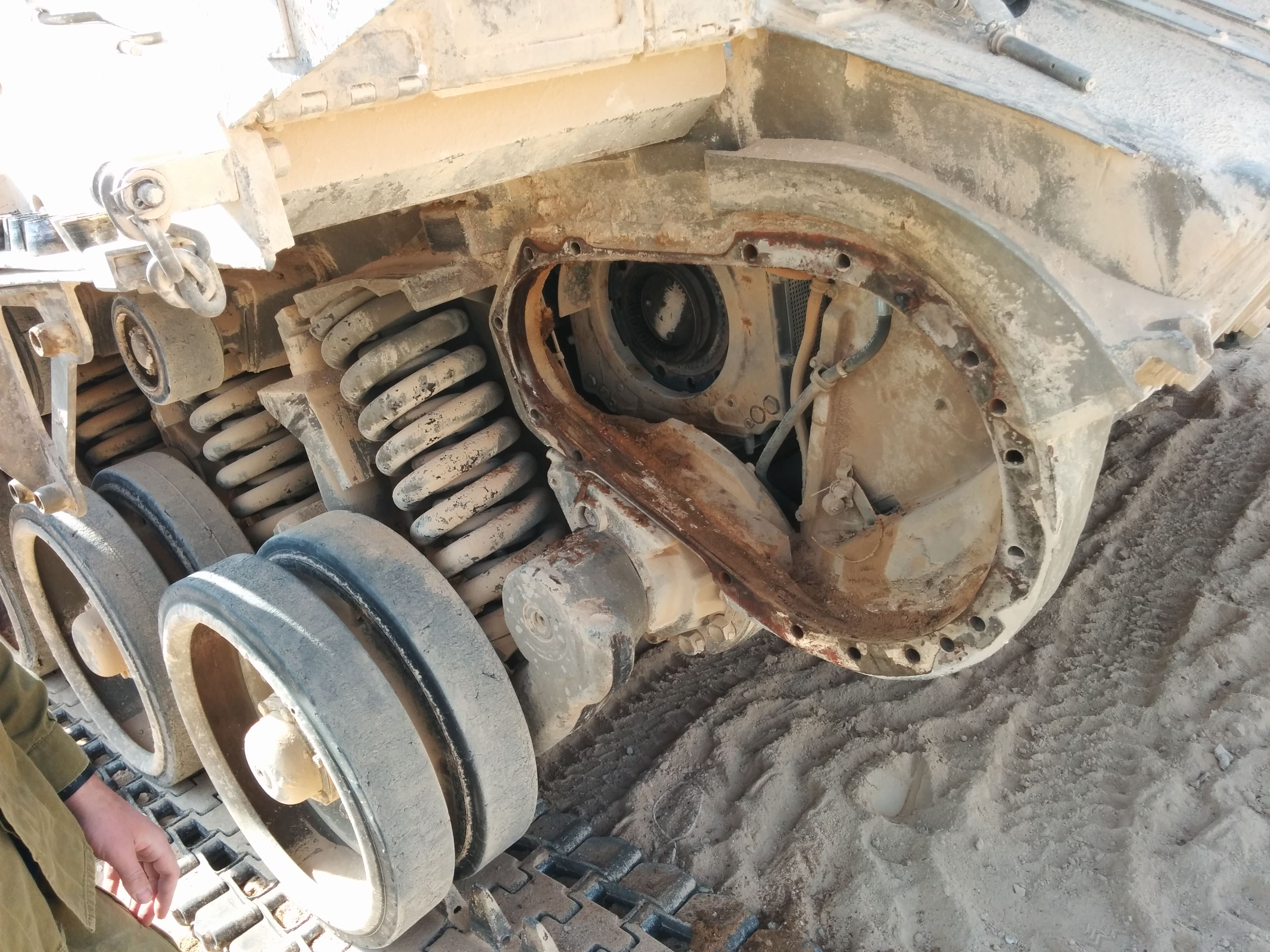
Le démontage du barbotin permet d'apercevoir les ressorts reposant sur les bras oscillants de suspension.

Le Merkava Mk. 3 possède une nouvelle suspension à grand débattement qui intègre des amortisseurs hydrauliques rotatifs. Les ressorts hélicoïdaux ne sont plus couplés aux bras de suspension, ils ne font désormais que reposer dessus. Cela permet d'augmenter significativement le débattement en phase de détente. 
Le débattement vertical des suspensions est de 300 mm en compression et 300 mm en détente pour un débattement total de 600 mm
Il est à noter que les galets de roulement du Merkava Mk. 3 Baz sont dépourvus de bandages caoutchoutés revêtant traditionnellement les galets de roulement (réduisant entre autres les vibrations), le terrain rocailleux du Golan s'avérant très destructeur pour ce genre de revêtement, l'armée israélienne a tout simplement décidé de les supprimer.
Le Mk. 3 emploie un nouveau jeu de chenilles plus larges que celles des Merkava Mk. 1 et Mk. 2, l'espacement entre les galets de roulement a également été revu afin de mieux répartir le poids du char sur les chenilles.

## Variantes
- Mk. 3A : modèle original du Merkava Mk. 3
- Mk. 3B : le toit de la tourelle est recouvert d'un surblindage composite, le volet de la trappe du chargeur est redessiné pour avoir une forme circulaire, le module de blindage composite protégeant le flanc de la tourelle à la hauteur du chargeur est épaissi de 127 mm et l'embase circulaire en acier moulé laissant place à une plus compacte, mécano-soudée, le mortier de 60 mm voit son affût modifié. Entré en service en 1994.
- Mk. 3C (Baz) : nouveau viseur panoramique pour le chef de char et installation de la conduite de tir Baz.
- Mk. 3D (Dor Dalet) : Merkava 3 Baz recouvert d'un blindage composite modulaire de quatrième génération[7]
- Mk. 3M : prototype équipé du système de protection active Trophy[8].
- Mk. 3 Melech Ha'arayot : également appelé Malar, ce Mk. 3 équipé d'un système de protection active Trophy est utilisé par une unité spéciale de l'arme blindée israélienne.